# 牧之原警察署
牧之原警察署（まきのはらけいさつしょ）は、静岡県牧之原市にある静岡県警察が管轄する警察署。

## 所在地
- 静岡県牧之原市細江2737

## 管轄区域
- 牧之原市
- 島田市のうち、静岡空港の区域
- 榛原郡のうち、吉田町

## 沿革
- 1877年（明治10年）5月1日 - 掛川警察署相良警察分署として開設。
- 1886年（明治19年）10月16日 - 掛川警察署相良警察分署を廃し、相良警察署を開設。
- 1898年（明治31年）4月1日 - 相良警察署川崎警察分署設置。
- 1914年（大正3年）5月6日 - 相良警察署川崎警察分署を廃し、川崎警察署新設。同時に、相良警察署は、巡査部長派出所に変更。
- 1948年（昭和23年）3月7日 - 旧警察法の施行により、国家地方警察静岡県榛原地区警察署、自治体警察が川崎町、旧・相良町、吉田村（現・吉田町）、地頭方村に設置される。
- 1951年（昭和26年）
  - 9月30日 - この月に行われた自治体警察の廃止を求める住民投票の結果、賛成多数を占めた川崎町・地頭方村の自治体警察が廃止され、翌日国家地方警察に編入された。
  - 10月 - 同様の住民投票が相良・吉田両町でも行われ、賛成多数を占めたため、翌年3月31日に廃止された。
- 1952年（昭和27年）4月1日 - 相良・吉田両町警察署は、国家地方警察に編入された。同時に、上川根村・中川根村・下川根村・五和村は新設された大井川地区警察署に管轄が移行した。
- 1954年（昭和29年）7月1日 - 新警察法の施行により静岡県警察が発足し、静岡県川崎警察署を設置。
- 1955年（昭和30年）3月28日 - 榛原郡川崎町が、勝間田村・坂部村と合併し、榛原町になったため、静岡県榛原警察署に改称。
- 1957年（昭和32年）10月1日 - 五和村が金谷町と合併したため、その区域が金谷警察署に移管。
- 1960年（昭和35年）5月20日 - 旧庁舎新築完成。
- 1961年（昭和36年）6月1日 - 初倉村が島田市に編入され、その区域が島田警察署に移管。
- 1993年（平成5年）2月15日 - 現庁舎竣工。
- 2006年（平成18年）4月1日 - 前年の市町村合併に伴い、静岡県牧之原警察署に名称変更。以前榛原警察署の管轄区域であった旧・御前崎町が菊川警察署の管轄となった。
- 2009年（平成21年）6月4日 - 静岡空港の開港に伴い、富士山静岡空港警備派出所が新たに設置され、島田市の静岡空港の区域を加えられた。

## 交番
- 榛原交番（牧之原市静波）
- 相良交番（牧之原市相良）
- 吉田町交番（榛原郡吉田町片岡）

## 警察官駐在所
- 勝間警察官駐在所（牧之原市勝間）
- 地頭方警察官駐在所（牧之原市新庄）
- 萩間警察官駐在所（牧之原市東萩間）
- 布引原警察官駐在所（牧之原市布引原）

## 警備派出所
- 富士山静岡空港警備派出所（牧之原市坂口）